# Marietta, Ohio
Marietta este un oraș, sediul comitatului Washington, statul  Ohio  Statele Unite ale Americii.  Orașul se află la altitudinea de 187 m deasupra n.m., ocupă o suprafață de 22,2 km², dintre care 21,5 km² este uscat. Conform Census 2000, orașul avea 14.515 de locuitori.

## Istoric
Localitatea a luat ființă în anul 1788, când s-au așezat 48 de coloniști albi la confluența lui Muskingum River și Ohio River. La început el se numea "Adelphia". Ulterior a fost redenumit de James Mitchell Varnum, în cinstea reginei franței Maria Antoaneta. Acesta fiind un gest de recunoștință față de ajutorul francez acordat americanilor contra Marii Britanii în Războiul de Independență al Statelor Unite ale Americii.

## Personalități marcante
- John Brough (1811-1865), politician
- Dewey Follett Bartlett (1919–1979), politician și senator
- Althea Flynt (1953–1987), soția milionarului Larry Flynt
- Larry Dickson (n. 1938), pilot de formula 1